# Налоговое законодательство
Налого́вое законода́тельство — совокупность нормативных правовых актов государства, регулирующих налоговое право. Налоговое законодательство устанавливает виды налогов, налоговые ставки, порядок взимания налогов, налоговые льготы. Налоговое законодательство регулирует отношения, связанные с налоговыми обязательствами, их возникновением, изменением и прекращением. Налоговое законодательство устанавливает меры ответственности, связанные с налоговыми правонарушениями. Как правило налоговое законодательство — это компетенция высших органов законодательной власти страны, но иногда нормы налогового законодательства могут устанавливать и органы исполнительной власти (правительство, министерство финансов).
Налоговое законодательство России включает федеральный налоговый кодекс, налоговые законы субъектов Российской Федерации, нормативные правовые акты органов местного самоуправления о налогах и сборах. Налоговое законодательство юридически основывается на Конституции Российской Федерации, в которой определены общие принципы налогообложения, компетенция государства, субъектов Федерации и органов местного самоуправления.
При интернационализации производства нередко возникают противоречия между налоговыми законодательствами стран. Из-за этого предприятие может попадать под двойное налогообложение: возникнет необходимость платить налог как стране иностранного инвестора, так и принимающей стране. Схожая ситуация возникает и для физических лиц, когда граждане одной страны получают доход из другой. В целях развития торговых отношений между странами для устранения двойного налогообложения принимаются односторонние меры, либо заключаются налоговые соглашения, среди которых Генеральное соглашение по тарифам и торговле, Налоговая конвенция стран Андского пакта, директивы Совета Европейского союза по налоговым вопросам.